# کسی² سگ بزرگ
کسی² سگ بزرگ یک ستاره است که در صورت فلکی سگ بزرگ قرار دارد.